# Automeris excreta
Espèce
Automeris excreta est une espèce de papillons de la famille des Saturniidae.

## Description
Automeris excreta possède une taille qui peut varier, pour les adultes, de 80 à 135 mm, ce qui constitue, pour les papillons, une taille plutôt grande.